# Hankyu Sasaki
Hankyu Sasaki (1896 - 1971) est un contre-amiral japonais qui participa, pendant la Seconde Guerre mondiale, comme commandant des sous-marins de poches de type I-21 aux attaques contre Pearl Harbor et Sydney.